# Лэнг, Уолтер
Уолтер Лэнг (англ. Walter Lang; 10 августа 1896, Мемфис (Теннесси), Теннесси, США — 7 февраля 1972, Палм-Спрингс (Калифорния)) — американский кинорежиссёр
, сценарист, актёр.

## Биография
В молодости приехал в Нью-Йорк, где занимался канцелярской работой в кинокомпании. Начал изучать различные аспекты кинопроизводства и в конечном итоге стал работать помощником режиссёра. Обладая художественными талантами на время покинул Соединенные Штаты, чтобы присоединиться к большому собранию художников и писателей в квартале Монпарнас в Париже, Франция. Но его надежды не осуществились, и в конце концов он вернулся домой и в кинобизнес.
С 1930-х годов сотрудничал с 20th Century Fox. Номинировался на кинопремию «Оскар» за фильм «Король и я» (1957, в категории «За выдающееся режиссёрское достижение в игровом кино»).
За вклад в киноиндустрию отмечен звездой на Голливудской «Аллее славы».
Похоронен на кладбище Инглвуд-Парк (Калифорния).

## Режиссёр
- 1961 — Snow White and the Three Stooges (Белоснежка и три балбеса)
- 1961 — Marriage-Go-Round
- 1960 — Can-Can (Канкан)
- 1959 — But Not for Me
- 1957 — Desk Set
- 1956 — The King and I (Король и я)
- 1954 — There’s No Business Like Show Business (Нет лучше бизнеса, чем шоу-бизнес)
- 1953 — Назовите меня мадам[англ.] (участник конкурсной программы Каннского кинофестиваля 1953)
- 1952 — With a Song in My Heart (С песней в моём сердце)
- 1951 — On the Riviera
- 1950 — Jackpot
- 1950 — Cheaper by the Dozen (Оптом дешевле)
- 1949 — You’re My Everything
- 1948 — When My Baby Smiles at Me
- 1948 — Sitting Pretty (Ловко устроился)
- 1947 — Mother Wore Tights
- 1946 — Sentimental Journey
- 1946 — Claudia and David
- 1945 — State Fair
- 1944 — Greenwich Village
- 1943 — Coney Island
- 1942 — Magnificent Dope
- 1942 — Song of the Islands
- 1941 — Moon Over Miami
- 1941 — Week-End in Havana
- 1940 — The Blue Bird
- 1940 — Tin Pan Alley
- 1940 — Звёздная пыль[англ.]
- 1940 — Great Profile
- 1939 — A Little Princess
- 1939 — Susannah of the Mounties
- 1938 — I’ll Give a Million
- 1938 — Baroness and the Butler (Баронесса и её слуга)
- 1937 — Second Honeymoon
- 1937 — Wife, Doctor and Nurse
- 1937 — Top of the Town
- 1936 — Love Before Breakfast (Любовь перед завтраком)
- 1935 — Hooray for Love
- 1935 — Carnival
- 1934 — Whom the Gods Destroy
- 1934 — Mighty Barnum
- 1934 — Party’s Over
- 1933 — Warrior’s Husband
- 1933 — Meet the Baron
- 1932 — No More Orchids
- 1931 — Women Go on Forever
- 1931 — Hell Bound
- 1930 — Hello Sister
- 1930 — Command Performance
- 1930 — Brothers
- 1930 — Big Fight
- 1930 — Cock o' the Walk
- 1929 — Spirit of Youth
- 1928 — Desert Bride
- 1928 — Alice Through a Looking Glass
- 1928 — Night Flyer
- 1927 — College Hero
- 1927 — Sally in Our Alley
- 1927 — Satin Woman
- 1927 — By Whose Hand?
- 1927 — Ladybird
- 1926 — Golden Web
- 1926 — Earth Woman
- 1926 — Money to Burn
- 1925 — Red Kimona

## Сценарист
- 1933 — Racetrack
- 1933 — Warrior’s Husband
- 1927 — Satin Woman

## Актёр
- Пирожки тётушки Ли с мясной начинкой